# Medellínkartellet
 Der er for få eller ingen kildehenvisninger i denne artikel, hvilket er et problem. Du kan hjælpe ved at angive troværdige kilder til de påstande, som fremføres i artiklen.

Medellínkartellet var et colombiansk narkokartel, der blev dannet i 1976 af narkotikasmuglerne Pablo Escobar, Gustavo Gaviria, Jorge luis Ochoa Vásquez, Fabio Ochoa Vásquez, Gonzalo Rodriquez Gacha og Carlos Lehder. Kartellet smuglede tons af kokain hver uge. I kartellets bedste tid tjente de mere end 60 millioner dollars hver dag og stod for mere end 80% af kokainproduktionen i hele verden. Kartellet stod for flere terrorangreb, kidnapninger, mord, narkosmugling og anden kriminalitet. Kartellet blev splittet i 1993 efter Escobars død.
| Kriminalitet | Spire Denne artikel om kriminalitet er en spire som bør udbygges. Du er velkommen til at hjælpe Wikipedia ved at udvide den. |